# 4179 توتاتيس
4179 توتاتيس هو كويكب يقع في جوار الأرض ويعبر مدار كوكب المريخ القريب، يُصنَّف لذلك ضمن مجموعتي كويكبات أبولو وأليندا. يمتاز الكويكب بمدارٍ شديد الاضطراب والفوضويَّة نتيجة رنينه المداري مع كوكب المشتري (ما يعادل 3:1) وكوكب الأرض (1:4) إضافةً إلى اقتراباته العديدة من الكواكب الصخرية بالنظام الشمسي، بما فيها الأرض. يعتبر 4179 توتاتيس جرماً كامن الخطر (PHO) على الكرة الأرضيَّة، إلا أنَّ احتمالات اصطدامه الفعليّ مع الأرض قليلة جداً.
في 12 ديسمبر سنة 2012 وعند الساعة 06:40 ت.ع، عبر كويكب توتاتيس قرب الأرض على مسافة قريبة جداً، تعادل 18 ضعف بُعد القمر فحسب. في 13 ديسمبر من العام ذاته، حلَّقت مركبة تشانغ آه-2 الفضائية صينيَّة الصُّنع (والتي كانت قد أطلقت منذ عام 2010) قرب الكويكب، حيث اقتربت منه لمسافة 3.2 كلم فقط وطارت حوله بسرعة 10.73 كم/ث. سيقترب كويكب 4179 توتاتيس من الأرضم مجدَّداً في سنة 2016، لكن بعد ذلك، لن يقترب مجدداً حتى مضيّ أكثر من نصف قرن.